# Copythorne
Copythorne – wieś w Anglii, w hrabstwie Hampshire, w dystrykcie New Forest. Leży 20 km na południowy zachód od miasta Winchester i 119 km na południowy zachód od Londynu.